# Pelle Erövraren (roman)
Pelle Erövraren är en roman i fyra delar (Barndom, Läroår, Den store kampen och Gryning) av Martin Andersen Nexø och utkom på Gyldendals förlag 1906–1910.

## Handling
Huvudpersonen är Pelle, som är son till svenskarna Lasse och Bengtha. Efter Bengthas död flyttar Lasse och Pelle till Bornholm och får plats på ägargården Stengården, där de har lägst rang. De bor i ett hörn av ladugården. Men trots förutsättningarna är Pelle full av mod och livsglädje. Efter många strapatser på gården och i byskolan blir Pelle skomakarlärling och som lärling flyttar han till Köpenhamn.
Hans dröm är att erövra världen och göra den till en bättre plats att leva i för den samhällsklass han tillhör. Det resulterar i att han kämpar och aktivt deltar i arbetarrörelsens kamp för rättvisa.

## Filmatiseringar
Den första delen av romanen filmades 1987 av Bille August som filmen Pelle Erövraren.